# Ginofilia

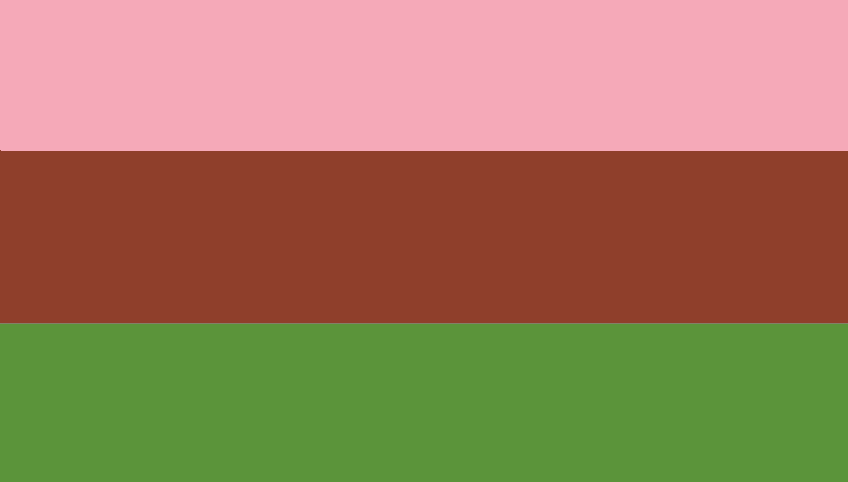
Bandera ginesexual

Ginefilia, ginecofilia o ginofilia es un término utilizado en las ciencias de comportamiento, junto la androfilia y ambifilia, para describir orientaciones sexuales y románticas cuya atracción es dirigida a las mujeres, a individuos femeninos o a una anatomía hembra, como una alternativa a la dicotomía homosexual y heterosexual.

## Etimología y uso
Gine-, gineco-, gino- y -filia vienen del griego γυνή gyne, gunḗ ‘mujer’, φιλία filía ‘amor’, describiendo la atracción física, romántica o sexual hacia las mujeres.  